# Xã Ocqueoc, Michigan
Xã Ocqueoc (tiếng Anh: Ocqueoc Township) là một xã thuộc quận Presque Isle, tiểu bang Michigan, Hoa Kỳ. Năm 2010, dân số của xã này là 655 người.